# Dãy núi Yablonoi

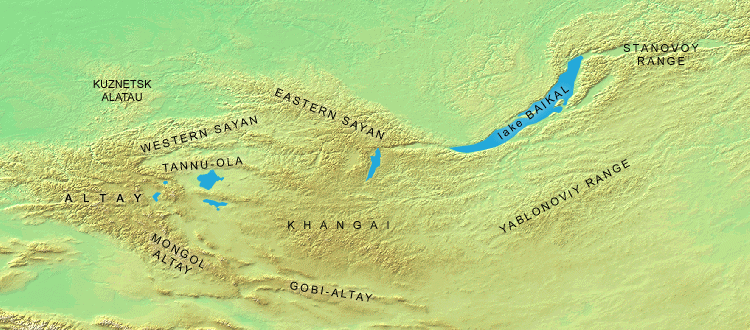
Bản đồ minh họa địa hình có thể hiện dãy Yablonoi và các dãy núi khác.

Dãy núi Yablonoi hay dãy núi Yablonovy (Яблоновый хребет trong tiếng Nga) nằm tại vùng Ngoại Baikal, Siberia, Nga và chủ yếu nằm trên địa giới của tỉnh Chita.
Dãy núi chạy theo hướng đông bắc từ Mông Cổ, qua phía đông của hồ Baikal. Dãy Yablonoi kéo dài khoảng 1600 km trước khi giao với dãy núi Stanovoy. Dãy núi này tạo thành đường phân chia lưu vực giữa các sông đổ vào Bắc Băng Dương và các sông đổ vào Thái Bình Dương. Dãy núi không quá cao hay lớn. Đỉnh cao nhất là núi Sokhondo với cao độ 2.500 mét. Dãy núi được tạo thành với đá hoa cương, kết tinh, đá phiến, và sa thạch. Trên các sườn của dãy Yablonoviy có rừng taiga thông rụng lá và thỉnh thoảng có lãnh sam và lãnh sam bạc. Các rừng thông khá nhiều ở sườn nam của dãy núi. Các đỉnh cao hơn 1.200 - 1.400 mét có các loại thực vật lãnh nguyên vùng núi bao phủ.
Dãy núi cô lập và có dân cư thưa thớt, phần lớn các khu định cư nằm quanh các mỏ. Khu vực dãy núi đặc biệt giàu trữ lượng thiếc. Đường sắt xuyên Siberi chạy song song với dãy núi trước khi qua một đường hầm để vượt các đỉnh núi cao.